# David Aldous
David John Aldous (Exeter, 13 de julho de 1952) é um matemático britânico. Sua principal área de pesquisa é a teoria das probabilidades.

## Obras
- Probability Approximations via the Poisson Clumping Heuristic, Springer-Verlag, New, 1989, ISBN 0-387-96899-7
- Aldous, Persi Diaconis: Longest increasing subsequences – from Patience sorting to Baik-Deift-Johansson-Theorem, Bulletin AMS, Bd.36, 1999, S.413
- com Persi Diaconis: Shuffling cards and stopping times, American Mathematical Monthly, Bd.93, Mai 1986, S.333
- Deterministic and stochastic models for coalescence (aggregation and coagulation): a review of the mean-field theory for probabilists, Bernoulli, Bd. 5, 1999, S.3–48.
- Exchangeability and related topics, Lecture Notes in Math., Springer Verlag, Bd.1117, 1985, S.1–198
- Stochastic Coalescence, ICM Berlin 1998